# Hoplomaladera
Hoplomaladera är ett släkte av skalbaggar. Hoplomaladera ingår i familjen Melolonthidae.
Kladogram enligt Catalogue of Life:
| Hoplomaladera | \| \| Hoplomaladera hualiensis \| \| \| \| \| \| Hoplomaladera kurosawai \| \| \| \| \| \| Hoplomaladera monticola \| \| \| \| \| \| Hoplomaladera saitoi \| \| \| \| \| \| Hoplomaladera shibatai \| \| \| \| |
|               | \| \| Hoplomaladera hualiensis \| \| \| \| \| \| Hoplomaladera kurosawai \| \| \| \| \| \| Hoplomaladera monticola \| \| \| \| \| \| Hoplomaladera saitoi \| \| \| \| \| \| Hoplomaladera shibatai \| \| \| \| |
|               | Hoplomaladera hualiensis |
|               | |
|               | Hoplomaladera kurosawai |
|               | |
|               | Hoplomaladera monticola |
|               | |
|               | Hoplomaladera saitoi |
|               | |
|               | Hoplomaladera shibatai |
|               | |